# Limnophora trigemina
Limnophora trigemina är en tvåvingeart som beskrevs av Stein 1913. Limnophora trigemina ingår i släktet Limnophora och familjen husflugor. Inga underarter finns listade i Catalogue of Life.